# Тенька
Те́нька — річка в Україні, в межах Житомирського та Звягельського районів Житомирської області. Права притока Тні (басейн Случі).
Довжина річки 27 км. Площа водозбірного басейну 245 км². Похил 0,8 м/км. Долина плоска, завширшки до 3 км. Заплава осушена, завширшки до 200 м. Річище слабовиявлене, завширшки до 5 м. Є ставки. Річка використовується на сільськогосподарські потреби.
Бере початок в межах смт Пулини. Тече на північний захід і захід. Впадає до Тні на північ від села Варварівки.

## Найбільші притоки
- Латівня
- Стражівка — права притока. Починається на північно-східній околиці села Вироби. Спочатку тече на південний схід, а в межах села Зелена Діброва повертає на південний захід і впадає у Теньку на околиці села Стара Рудня[1].